# Puig de les Basses (Querol)
El Puig de les Basses és una muntanya de 885 metres que es troba al municipi de Querol, a la comarca de l'Alt Camp.